# Brian Gibson
Brian Gibson (Londra, 22 settembre 1944 – Londra, 4 gennaio 2004) è stato un regista e sceneggiatore britannico.

## Biografia
Ha diretto 17 film. I suoi titoli più noti sono l'horror Poltergeist II - L'altra dimensione e Tina - What's Love Got to Do with It, film biografico sulla cantante Tina Turner.
È morto a 59 anni di cancro alle ossa.

## Filmografia parziale
- Breaking Glass (1980)
- Poltergeist II - L'altra dimensione (Poltergeist II: The Other Side) (1982)
- Agente speciale Kiki Camarena sfida ai narcos (Drug Wars: The Camarena Story ) (1990)
- The Josephine Baker Story (film TV) (1991)
- Tina - What's Love Got to Do with It (What's Love Got to Do with It) (1992)
- Il giurato (The Juror) (1996)
- Still Crazy (1998)